# The Box (canción)
«The Box» es una canción del rapero estadounidense Roddy Ricch, lanzado como el cuarto sencillo el 10 de enero de 2020, de su álbum debut Please Excuse Me for Being Antisocial. Antes de la canción se lanzara como single, se convirtió la canción más altas en las listas de Ricch, pasó once semanas en el número uno en los Billboard Hot 100, así como también encabezó las listas en Canadá, Nueva Zelanda, Hungría, y alcanzando el número dos en el Reino Unido e Irlanda. La canción recibió elogios de la crítica, con elogios por la entrega vocal de Ricch. Su popularidad en aplicaciones de medios sociales se acredita al icónico "eee err" de Ricch. Un video musical fue lanzado el 28 de febrero de 2020, dirigido por Ricch.
En los Estados Unidos, "The Box" fue la canción más importante de la primera mitad de 2020, vendiendo 4.7 millones de unidades equivalentes al 2 de julio de 2020. Apple Music la nombró Canción del año. Recibió tres nominaciones en la 63.ª Entrega Anual de los Premios Grammy, incluida la de Canción del Año.

## Antecedentes y composición
"The Box" fue la última canción Ricch hecho para Please Excuse Me for Being Antisocial. Fue grabado en aproximadamente 15 minutos en las horas tempranas de la mañana en Nueva York, después de Ricch había sido grabar toda la noche. La canción comienza con una "introducción triunfante que asciende a un oleaje de orquesta", que muchos atribuyen a los oyentes como una muestra de la intro de  Love Sex Magic" de Ciara. Sin embargo, el productor de la canción, 30 Roc, ha insistido en que aunque sea similar, el "mar de fondo" no es una muestra de Love Sex Magic.
La introducción de la canción contiene un "sonido chirriante", conocido como el sonido "eee err", que también se escucha durante el resto de la canción. De acuerdo con Atlantic Records A&R Keefa Negro, después de la canción terminó, Ricch dijo "esperar permítanme añadir algo", y se acercó con el mismo sonido. Hablando en donde la inspiración para el sonido venía, dijo "he visto a Michael Jackson hacerlo ... Eso es lo que me hace querer hacerlo. Porque él estaba en el estudio una vez y que estaba hablando de una canción que hizo pero empezó beatboxing y dijo que puso que en el ritmo". El sonido chirriante ha inspirado a muchos memes en línea. Profesor de música de Andrew centro comercial de la Universidad del Noreste dijo que el sonido "eee err" no es precisamente el componente más interesante de ritmo de la canción, en lugar señalando la habilidad de Ricch como compositor: "Estoy muy adoptadas por las atmosféricos sintetizadores que sustentan la pista y proporcionar a la central de componente armónico , en particular ya que no hay bajo hablar de un lado de una muestra bombo agudo". Con respecto al oficio de Ricch como escritor, Mall señaló que "el hecho de que conserva el crédito de escribir aquí y en varias otras pistas que están en las listas, incluidas aquellas en las que es un artista destacado, habla de un fuerte conocimiento empresarial de su parte".
Paul Thompson  de Buitre dijo que 'golpes con entusiasmo' Ricch, llamando a la canción 'extraño y excéntrico', al tiempo que observa la versatilidad vocal de Ricch en la canción, escribir, "se mueve fácilmente entre los modos de voz, sonando desafiante (' no lo haré jamás vender mi soooooouuuuuullllll, y puedo apoyar eso '), de complicidad (' Tienes una perra que es el aspecto de Aaliyah - ella un modelo '), o lúdico - como cuando cacarea desconcertante al principio de la segunda estrofa". Se ha señalado que el título de la canción es una posible referencia a la cárcel ("la caja" es un término del argot para "cárcel").

## Recepción de la crítica
Junto con las pistas "Boom Boom Room" y "Start wit Me" con Gunna, Darryl Robertson de Vibe sintió que "The Box" es "una prueba más de que el firmante de Atlantic Records puede escribir discos adictivos para la radio". Josh Svetz de HipHopDX se hizo eco de un sentimiento similar, escribiendo que "El atractivo para Roddy es simple; el niño puede escribir un gancho increíble. Ya sea la armonía de la cabeza en 'The Box' o la flauta respaldada, Gunna -solo asistido, 'Start Wit Me', Roddy sobresale en la producción de coros que se pegan y solo mejoran con escuchas repetidas ". Escribiendo para Pitchfork, Alphonse Pierre declaró que en la canción, que presenta un "ritmo contundente que suena como una tetera hirviendo en el fondo, Ricch encuentra una nueva entrega y tono casi cada 10 segundos. La pista es el mejor ejemplo de Roddy en versatilidad, que ha sido tanto una bendición como una maldición".
Alabando la canción,  Mitch Findlay de HotNewHipHop afirmó que a pesar de su disco padres 'dio un montón de toques de luz, ninguno se destacó bastante tanto como 'The Box. Findlay calificó la introducción de "EEE ERR" de la canción como "creativa y pronto a ser icónica" y calificó el flujo de Ricch como confiado y carismático. Heran Mamo de Billboard opinó que Ricch "viene armado y listo con sus versos a pesar de los improvisados 'hee-hoo' de fondo". Mamo señaló que en la canción, Ricch rapea sobre la adquisición y protección de "sus riquezas necesarias".

## Actuación comercial
"The Box" pasó once semanas en el primer lugar del Billboard Hot 100, después de debutar en el número 47 en el tema del 21 de diciembre de 2019, y alcanzar el número uno cuatro semanas después, convirtiéndose en el primer número de Ricch. uno en el Billboard Hot 100, así como la primera canción nueva en encabezar la lista en la década de 2020, ya que tanto All I Want for Christmas Is You de Mariah Carey y Circles de Post Malone comenzaron en la primera posición en 2019. En su segunda semana en el uno, fue la canción más reproducida con más de 62 millones de reproducciones.

## Video musical
El video de audio de la canción se lanzó el 6 de diciembre de 2019, mientras que se subió un video con letra el 10 de enero de 2020, el primero acumuló más de 325 millones de visitas en YouTube a marzo de 2021, y el video con letra tiene 22 millones de visitas a marzo de 2021.
El video musical oficial de la canción se estrenó en YouTube el 28 de febrero de 2020 y tiene más de 325 millones de visitas hasta marzo de 2021. Fue dirigido por Ricch, con la codirección de Christian Breslauer, quien también dirigió los dos videos musicales anteriores de Ricch, para "Boom Boom Room" y "Tip Toe". Ricch explicó a través de Twitter que la razón por la que el video tardó "un poco" en publicarse fue porque él lo dirigió.

### Sinopsis y concepto
El video "lleno de acción" comienza con Ricch acelerando en un muscle car "supercargado"  en una "carrera callejera al estilo Rápidos y Furiosos". Durante la carrera, Ricch enciende sus turbos y "supera a su oponente que eventualmente se estrella y se quema, dejando a Ricch como el vencedor del concurso". El video luego pasa a un juego de baloncesto, donde se ve a Ricch anotando el tiro ganador del juego, "volando" en el aire, similar al ícono de la NBA Michael Jordan, con lo que Madeline Roth de MTV llamó un "impresionante (y definitivamente inverosímil)". Entonces se ve a Ricch llevando a cabo un importante atraco a un banco. Varias escenas hacen referencia a la letra de la canción, como cuando Ricch pronuncia un discurso desde la Casa Blanca, aludiendo a la frase "Soy un candidato presidencial de 2020". Halle Kiefer de Vulture señaló un tema en el video: "la imagen sigue el imparable éxito de Ricch mientras lo lleva a extremos surrealistas, ya sea descansando en una cama suspendida sobre tiburones, caminando casualmente por el costado de un edificio o bailando frente a un juego explosivo de gallina ". El video concluye con Ricch dentro de una caja de vidrio, "preservada para las generaciones futuras dentro de una exhibición de museo".

## Créditos y personal
Créditos adaptados de Tidal.
- Roddy Ricch - voz, composición
- 30 Roc - composición, producción
- Datboisqueeze - composición, producción
- Zentachi - composición de canciones, producción adicional
- Chris Dennis - grabación
- Curtis "Sircut" Bye - asistente de ingeniería
- Cyrus "NOIS" Taghipour - mezcla
- Derek "MixedByAli" Ali - mezcla
- Nicolas de Porcel - masterización

## Posición

### Listas Semanales
| lista (2019–2020)                         | posición |
| ----------------------------------------- | -------- |
| Argentina (Argentina Hot 100)             | 54       |
| Australia (ARIA)                          | 4        |
| Austria (Ö3 Austria Top 40)               | 10       |
| Bélgica (Flandes) (Ultratop 50)           | 12       |
| Bélgica (Valonia) (Ultratop 50)           | 16       |
| Brasil (Top Brasil Streaming Semanal)     | 35       |
| Canadá (Canadian Hot 100)                 | 1        |
| República Checa (Singles Digitál Top 100) | 3        |
| Dinamarca (Tracklisten)                   | 4        |
| Finlandia (OFC)                           | 4        |
| Francia (SNEP)                            | 7        |
| Alemania (Offizielle Deutsche Charts)     | 12       |
| Grecia (IFPI)                             | 1        |
| Hungría (Dance Top 40)                    | 11       |
| Hungría (Single Top 40)                   | 13       |
| Hungría (Stream Top 40)                   | 1        |
| Islandia (Tonlist)                        | 15       |
| Irlanda (IRMA)                            | 2        |
| Italia (FIMI)                             | 34       |
| Malasia (RIM)                             | 11       |
| Países Bajos (Mega Single Top 100)        | 4        |
| Nueva Zelanda (Recorded Music NZ)         | 1        |
| Noruega (VG-lista)                        | 3        |
| Portugal (AFP)                            | 2        |
| Rumania (Airplay 100)                     | 47       |
| Escocia (Scottish Singles Sales Chart)    | 34       |
| Singapur (RIAS)                           | 11       |
| Eslovaquia (Singles Digitál Top 100)      | 3        |
| España (Top 100 Canciones)                | 46       |
| Suecia (Sverigetopplistan)                | 5        |
| Suiza (Schweizer Hitparade)               | 3        |
| Reino Unido (UK Singles Chart)            | 2        |
| Ucrania (Tophit)                          | 40       |
| Estados Unidos (Billboard Hot 100)        | 1        |
| Estados Unidos (Dance/Mix Show Airplay)   | 28       |
| Estados Unidos (Hot R&B/Hip-Hop Songs)    | 1        |
| Estados Unidos (Mainstream Top 40)        | 11       |
| Estados Unidos (Rhythmic)                 | 1        |
| Estados UnidosRolling Stone Top 100       | 1        |

| lista(2020)                | posición |
| -------------------------- | -------- |
| Brasil (Pro-Música Brasil) | 40       |

| lista (2020)                                     | Posición |
| ------------------------------------------------ | -------- |
| Australia (ARIA)                                 | 14       |
| Austria (Ö3 Austria Top 40)                      | 36       |
| Bélgica (Ultratop Flanders)                      | 38       |
| Bélgica (Ultratop Wallonia)                      | 58       |
| Canadá (Canadian Hot 100)                        | 4        |
| Dinamarca (Tracklisten)                          | 25       |
| Francia (SNEP)                                   | 24       |
| Alemania (Official German Charts)                | 35       |
| Hungría (Dance Top 40)                           | 49       |
| Irlanda (IRMA)                                   | 14       |
| Países Bajos (Single Top 100)                    | 29       |
| Nueva Zelanda (Recorded Music NZ)                | 9        |
| Suecia (Sverigetopplistan)                       | 20       |
| Suiza (Schweizer Hitparade)                      | 19       |
| Reino Unido Singles (OCC)                        | 12       |
| Estados Unidos Billboard Hot 100                 | 3        |
| Estados Unidos Hot R&B/Hip-Hop Songs (Billboard) | 2        |
| Estados Unidos Mainstream Top 40 (Billboard)     | 39       |
| Estados Unidos Rhythmic (Billboard)              | 2        |

## Premios y nominaciones
| Año  | Premiación              | Categoría                       | Resultado | Ref.   |
| ---- | ----------------------- | ------------------------------- | --------- | ------ |
| 2020 | American Music Awards   | Canción favorita de Pop/Rock    | Nominado  | [ 92 ] |
| 2020 | American Music Awards   | Canción favorita de Hip Hop/Rap | Nominado  | [ 92 ] |
| 2020 | Apple Music Awards      | Canción del Año                 | Ganador   | [ 10 ] |
| 2020 | BET Awards              | Video del Año                   | Nominado  | [ 93 ] |
| 2020 | BET Awards              | Elección del público            | Nominado  | [ 93 ] |
| 2020 | BET Hip Hop Awards      | Canción del Año                 | Ganador   | [ 94 ] |
| 2020 | BET Hip Hop Awards      | Mejor Video de Hip Hop          | Nominado  | [ 94 ] |
| 2020 | MTV Europe Music Awards | Mejor Canción                   | Nominado  | [ 95 ] |
| 2020 | MTV Video Music Awards  | Canción del Año                 | Nominado  | [ 96 ] |
| 2020 | MTV Video Music Awards  | Mejor Video de Hip Hop          | Nominado  | [ 96 ] |
| 2020 | Soul Train Music Awards | Premio Rhythm & Bars            | Nominado  | [ 97 ] |
| 2021 | Premios Grammy          | Canción del Año                 | Nominado  | [ 11 ] |
| 2021 | Premios Grammy          | Mejor interpretación de Rap     | Nominado  | [ 11 ] |
| 2021 | Premios Grammy          | Mejor Canción de Rap            | Nominado  | [ 11 ] |

## Lanzamiento
| Región | Fecha                  | Formato                     | Sello                 | Ref.   |
| ------ | ---------------------- | --------------------------- | --------------------- | ------ |
| Varios | 6 de diciembre de 2019 | Descarga digital, Streaming | Atlantic, Bird Vision | [ 98 ] |